# باشگاه فوتبال کویر مقوا
باشگاه فوتبال کویر مقوا یکی از باشگاه‌های فوتبال در استان تهران است. این تیم در شهر  تهران بنیان‌گذاری شده‌است.
باشگاه فوتبال کویر مقوا با در سال ۱۴۰۳  در صدر جدول گروه دو مسابقات لیگ دسته دوم قرار گرفت و به مسابقه فینال این لیگ راه یافت و در فینال  با شکست مقابل باشگاه نیرو زمینی موفق به کسب عنوان نایب قهرمانی لیگ دو و کسب جواز حضور در لیگ آزادگان شد.
در تابستان ۱۴۰۳ امتیاز حضور در لیگ آزادگان باشگاه کویر مقوا با تصمیم مدیران این باشگاه به باشگاه فوتبال بعثت کرمانشاه فروخته‌شد.

## افتخارات
لیگ‌دسته‌دوم‌ایران
نایب قهرمان(۲) : لیگ دسته دوم فوتبال ایران ۰۳–۱۴۰۲